# Gran Premio de las Naciones de Motociclismo de 1965
El Gran Premio de las Naciones de Motociclismo de 1965 fue la duodécima prueba de la temporada 1965 del Campeonato Mundial de Motociclismo. El Gran Premio se disputó el 5 de septiembre de 1965 en el Autodromo Nacional de Monza.

## Resultados 500cc
La carrera de 500cc en Monza se acortó de 35 a 25 vueltas debido a las fuertes lluvias. Las circunstancias no habían sido tan malas desde 1925. Mike Hailwood y Giacomo Agostini rodaron sus vueltas juntos hasta que Hailwood comenzó a huir de Ago hacia el final de la carrera. Detrás todavía había algo de emoción entre František Šťastný (Jawa) y Fred Stevens (Matchless), hasta que el británico comenzó a empeorar y Šťastný pudo asegurarse el tercer lugar. El italiano Giuseppe Mandolini terminó en quinto lugar con una vieja Moto Guzzi Monocilindrica 350.

| Pos.    | Piloto              | Equipo     | Tiempo     | Pts. |
| ------- | ------------------- | ---------- | ---------- | ---- |
| 1       | Mike Hailwood       | MV Agusta  | 54' 58" 3  | 8    |
| 2       | Giacomo Agostini    | MV Agusta  | +11" 4     | 6    |
| 3       | František Šťastný   | Jawa       | +1' 53" 4  | 4    |
| 4       | Fred Stevens        | Matchless  | +2' 02" 9  | 3    |
| 5       | Giuseppe Mandolini  | Moto Guzzi | +1 giro    | 2    |
| 6       | Gyula Marsovszky    | Matchless  | +1 Vuelta  | 1    |
| 7       | Eduard Lenz         | Norton     | +1 Vuelta  |      |
| 8       | Jack Findlay        | Matchless  | +1 Vuelta  |      |
| 9       | Rudolf Thalhammer   | Norton     | +1 Vuelta  |      |
| 10      | Ian Burne           | Norton     | +2 Vueltas |      |
| 11      | Griff Jenkins       | Norton     |            |      |
| 12      | Dan Shorey          | Norton     |            |      |
| 13      | Giuseppe Dardanello | Norton     |            |      |
| Ret     | Franco Trabalzini   | Gilera     | Ret        |      |
| Ret     | Philippe Canoui     | Norton     | Ret        |      |
| Ret     | Benedetto Zambotti  | Norton     | Ret        |      |
| Ret     | Bill Smith          | DKW        | Ret        |      |
| Ret     | Emanuele Maugliani  | Norton     | Ret        |      |
| Ret     | Giovanni Perrone    | Bianchi    | Ret        |      |
| Ret     | Antonio De Simone   | Norton     | Ret        |      |
| Fuente: |                     |            |            |      |

## Resultados 350cc
Honda se equivocó al decirle a Jim Redman que no habría motocicletas en Monza, dejándolo en Rhodesia. Su fractura de clavícula probablemente se recuperó más rápido de lo esperado. Al final, resultó que una Honda de 350cc estaba lista para Redman en Monza, pero no participó. Giacomo Agostini ganó la carrera, que comenzó en seco. Derek Woodman y su MZ estaban en tercer lugar detrás de Mike Hailwood, pero tuvieron que ir a boxes por una bujía. Como resultado, Silvio Grassetti y Bruce Beale subieron al tercer y cuarto lugar respectivamente. Tarquinio Provini condujo con una Benelli cuatro cilindros perforada y tuvo que cambiar las bujías dos veces. Luego comenzó una carrera de recuperación y terminó tercero. Llovió en las últimas vueltas, causando la caída de Mike Hailwood y de Bruce Beale. Grassetti ahora se convirtió en el segundo para Provini. Debido al error de Honda, Agostini y Redman estaban ahora a la cabeza de la clasificación de la Copa del Mundo con 32 puntos. Debido a los resultados, Agostini tenía una pequeña desventaja. Si ganaba la GP de Japón) y Redman segundo, el británico acabaría siendo campeón mundial.
| Pos. | Piloto              | Equipo    | Tiempo     | Pts. |
| ---- | ------------------- | --------- | ---------- | ---- |
| 1    | Giacomo Agostini    | MV Agusta | 51' 12" 5  | 8    |
| 2    | Silvio Grassetti    | Bianchi   | +1' 48" 6  | 6    |
| 3    | Tarquinio Provini   | Benelli   | +1 Vuelta  | 4    |
| 4    | František Št'astný  | Jawa      | +2 Vueltas | 3    |
| 5    | Derek Woodman       | MZ        | +2 Vueltas | 2    |
| 6    | Renzo Pasolini      | Aermacchi |            | 1    |
| 7    | František Srna      | Jawa      |            |      |
| 8    | Endel Kiisa         | Vostok    |            |      |
| 9    | Gilberto Milani     | Aermacchi |            |      |
| 10   | František Boček     | Jawa      |            |      |
| 11   | Giuseppe Vicenzi    | Aermacchi |            |      |
| 12   | Jack Findlay        | AJS       |            |      |
| 13   | Dan Shorey          | Norton    |            |      |
| 14   | Gyula Marsovszky    | Matchless |            |      |
| Ret  | Bruce Beale         | Honda     | Ret        |      |
| Ret  | Mike Hailwood       | MV Agusta | Ret        |      |
| Ret  | Alberto Pagani      | Aermacchi | Ret        |      |
| Ret  | Nikolai Sevostianov | Vostok    | Ret        |      |

## Resultados 250cc
Phil Read ya tenía el título mundial en Monza. Esa fue probablemente la razón por la que Honda no apareció. Para Yamaha fue el momento de presentar la nuevo RD 05 de cuatro cilindros. Read realizó el tiempo de entrenamientos más rápido, pero al principio la máquina no quería arrancar y fue el último en salir. Se las arregló para avanzar al tercer lugar detrás de Tarquinio Provini con la Benelli 250 4C y Mike Duff con la bicilíndrica Yamaha RD 56. Pero posteriormente tuvo que salirse a boxes para instalar nuevas bujías. Probablemente el frío y la humedad afectaron a la nueva Yamaha, porque la velocidad punta ya no volvió y Read acabó séptimo. Al final, Duff incluso se retiró lo que le dio a Provini ganar la carrera.

| Pos. | Piloto             | Equipo    | Tiempo     | Pts. |
| ---- | ------------------ | --------- | ---------- | ---- |
| 1    | Tarquinio Provini  | Benelli   | 49' 53" 6  | 8    |
| 2    | Heinz Rosner       | MZ        | +1 Vuelta  | 6    |
| 3    | Remo Venturi       | Benelli   | +1 Vuelta  | 4    |
| 4    | Ginger Molloy      | Bultaco   | +1 Vuelta  | 3    |
| 5    | František Št'astný | Jawa      | +1 Vuelta  | 2    |
| 6    | Günter Beer        | Honda     | +1 Vuelta  | 1    |
| 7    | Phil Read          | Yamaha    | +2 Vueltas |      |
| 8    | Giuseppe Visenzi   | Aermacchi | +2 Vueltas |      |
| 9    | E. Canova          | Aermacchi | +3 Vueltas |      |
| 10   | Angelo Tenconi     | Aermacchi | +3 Vueltas |      |
| Ret  | Derek Woodman      | MZ        | Ret        |      |
| Ret  | Rex Avery          | Bultaco   | Ret        |      |
| Ret  | Mike Duff          | Yamaha    | Ret        |      |
| Ret  | Jack Findlay       | Aermacchi | Ret        |      |
| Ret  | Renzo Pasolini     | Aermacchi | Ret        |      |
| Ret  | Gilberto Milani    | Aermacchi | Ret        |      |
| DNQ  | Philippe Canoui    | Ducati    | DNQ        |      |

## Resultados 125cc
En el octavo de litro, Hugh Anderson se convirtió en campeón mundial en Monza al ganar la carrera. Frank Perris quedó en segundo lugar, pero la fiesta de Suzuki fue algo perturbada porque Ernst Degner se rompió una pierna en una caída. El tercer lugar en la carrera fue para Derek Woodman con la MZ RE 125, que finalmente también terminó tercero en la general. La carrera fue conducida bajo la lluvia y debido a la ausencia de Honda resultó ser una exhibición bastante aburrida. Phil Read con la nueva versión Yamaha RA 97 refrigerada por agua tampoco pudo cambiar eso y se retiró en la décima vuelta.
| Pos. | Piloto               | Moto        | Tiempo     | Pts. |
| ---- | -------------------- | ----------- | ---------- | ---- |
| 1    | Hugh Anderson        | Suzuki      | 40' 54" 9  | 8    |
| 2    | Frank Perris         | Suzuki      | +1 Vuelta  | 6    |
| 3    | Derek Woodman        | MZ          | +1 Vuelta  | 4    |
| 4    | Klaus Enderlein      | MZ          | +1 Vuelta  | 3    |
| 5    | Hans-Georg Anscheidt | MZ-Kreidler | +1 Vuelta  | 2    |
| 6    | Ginger Molloy        | Bultaco     | +1 Vuelta  | 1    |
| 7    | Jan Huberts          | Bultaco     | +2 Vueltas |      |
| 8    | Angelo Orsenigo      | FB Mondial  | +3 Vueltas |      |
| 9    | Bob Coulter          | Bultaco     | +3 Vueltas |      |
| 10   | Rex Avery            | EMC         | +3 Vueltas |      |
| Ret  | Heinz Rosner         | MZ          | Ret        |      |
| Ret  | František Boček      | Jawa        | Ret        |      |
| Ret  | André Bellone        | Honda       | Ret        |      |
| Ret  | Barry Smith          | Bultaco     | Ret        |      |
| Ret  | Ernst Degner         | Suzuki      | Ret        |      |
| Ret  | Dieter Kumpholz      | MZ          | Ret        |      |